# Nigel Marchant
Nigel James Marchant (* Oktober 1972) ist ein britischer Filmproduzent.

## Leben
Marchant begann seine Laufbahn Mitte der 1990er Jahre als Production Assistent, Special Effects Production Coordinator und später als Unit Production Manager tätig.
Seit dem Jahr 2007 war er bei ersten Fernsehproduktionen wie The Philanthropist auch als Produzent tätig. Seit dem Jahr 2011 ist er für die britische Filmproduktionsgesellschaft Carnival Films tätig.
2011 produzierte er für Carnival die erste Staffel der Erfolgsserie Downton Abbey. Für die vierte, fünfte und sechste Staffel war Marchant als Executive Producer verantwortlich. Als Produzent von Downton Abbey war er fünfmal für den Emmy nominiert und gewann ihn 2011. Außerdem gewann er beim Banff World Media Festival einen Preis für Downton Abbey in der Kategorie Best Mini-Series. Dazu kommt ein PGA Award in der Kategorie Outstanding Producer of Long-Form Television und ein Golden Globe Award in der Kategorie Best Television Limited Series or Motion Picture Made for Television.

## Filmografie (Auswahl)
Producer/Executive Producer
- 2007: Fanny Hill (Miniserie, 2 Episoden)
- 2009: The Philanthropist (Fernsehserie, 8 Episoden)
- 2010–2015: Downton Abbey (Fernsehserie)
- 2011: Without You (Fernsehserie, 3 Episoden)
- 2013–2014: Dracula (Fernsehserie, 10 Episoden)
- 2014: Die Verschwörung – Tödliche Geschäfte (Turks & Caicos, Fernsehfilm)
- 2014: Die Verschwörung: Gnadenlose Jagd (Salting the Battlefield, Fernsehfilm)
- 2015–2022: The Last Kingdom (Fernsehserie, 46 Episoden)
- seit 2017: Jamestown (Fernsehserie)
- 2019: Downton Abbey
- 2023: The Last Kingdom: Seven Kings Must Die